# قائمة ألعاب فيديو لويجي
لويجي (بالإنجليزية: Luigi)‏ هي سلسلة ألعاب فيديو من ألعاب المنصات وألعاب الألغاز وهي جزء من امتياز ماريو الذي نشرته وأنتجته نينتندو. تدور أحداث السلسلة حول لويجي شقيق ماريو. تم إصدار ألعاب لويجي لأنظمة ألعاب الفيديو من نينتندو والأجهزة المحمولة التي يرجع تاريخها من نظام نينتندو إنترتينمنت سيستم إلى نينتندو سويتش. تم نقل اثنين من ألعاب ماريو الأصلية إلى وي يو وتم تعديلهما لتضمين لويجي باعتباره بطل الرواية.
ظهر لويجي لأول مرة في لعبة ماريو برذرز، حيث يعمل هو وماريو في مصنع على شاشة مزدوجة. كانت أول لعبة ظهر فيها لويجي دون ماريو هي لعبة لويجيز هامر توس عام 1990، فضلاً عن كونها أول لعبة في سلسلة لويجي.

## القائمة

### لويجيز مانشن
| العنوان | التفاصيل |
| --- | --- |
| لويجيز مانشن تاريخ الإصدار الأصلي: اليابان 14 سبتمبر 2001 أ.ش. 18 نوفمبر 2001 أوروبا 3 مايو 2002 أوس 17 مايو 2002        | سنوات الإصدار وفقاً للمشغل: 2001 - نينتندو غيم كيوب 2018 - نينتندو 3دي أس                                                                        |
| لويجيز مانشن تاريخ الإصدار الأصلي: اليابان 14 سبتمبر 2001 أ.ش. 18 نوفمبر 2001 أوروبا 3 مايو 2002 أوس 17 مايو 2002        | ملاحظات: - طورت اللعبة نينتندو إنترتينمنت أنالسيس أند دفيلوبمنت. - تسمى لويجي مانشن في اليابان. - أعيد إصدارها على نينتندو 3دي أس بواسطة غريزو. |
| لويجيز مانشن: دارك مون تاريخ الإصدار الأصلي: اليابان 20 مارس 2013 أ.ش. 24 مارس 2013 أوروبا 28 مارس 2013 أوس 28 مارس 2013 | سنوات الإصدار وفقاً للمشغل: 2013 - نينتندو 3دي أس                                                                                                |
| لويجيز مانشن: دارك مون تاريخ الإصدار الأصلي: اليابان 20 مارس 2013 أ.ش. 24 مارس 2013 أوروبا 28 مارس 2013 أوس 28 مارس 2013 | ملاحظات: - تسمى لويجي مانشن 2 في اليابان وتسمى لويجيز مانشن 2 في أوروبا وأستراليا.                                                              |
| لويجيز مانشن آركيد تاريخ الإصدار الأصلي: اليابان 18 يونيو 2015                                                           | سنوات الإصدار وفقاً للمشغل: 2015 - آركيد |
| لويجيز مانشن آركيد تاريخ الإصدار الأصلي: اليابان 18 يونيو 2015                                                           | ملاحظات: - طورت اللعبة كابكوم. |
| لويجيز مانشن 3 تاريخ الإصدار الأصلي: 31 أكتوبر 2019                                                                      | سنوات الإصدار وفقاً للمشغل: 2019 - نينتندو سويتش                                                                                                 |
| لويجيز مانشن 3 تاريخ الإصدار الأصلي: 31 أكتوبر 2019                                                                      | ملاحظات: - طورت اللعبة نيكست ليفل غيمز. |

### ألعاب أخرى
| العنوان | التفاصيل |
| --- | --- |
| لويجيز هامر توس تاريخ الإصدار الأصلي: 1990 | سنوات الإصدار وفقاً للمشغل: 1990 - ساعة ألعاب |
| لويجيز هامر توس تاريخ الإصدار الأصلي: 1990 | ملاحظات: - على أساس سوبر ماريو برذرز 2. |
| ماريو إز ميسينغ تاريخ الإصدار الأصلي: اليابان 14 ديسمبر 1992 أ.ش. 1 يونيو 1992 أوروبا 10 ديسمبر 1992                                                                                      | سنوات الإصدار وفقاً للمشغل: 1992 - حاسوب شخصي، ماكنتوش، سوبر نينتندو إنترتينمنت سيستم 1993 - نينتندو إنترتينمنت سيستم |
| ماريو إز ميسينغ تاريخ الإصدار الأصلي: اليابان 14 ديسمبر 1992 أ.ش. 1 يونيو 1992 أوروبا 10 ديسمبر 1992                                                                                      | ملاحظات: - طورت اللعبة ذا سوفتوير تولوركس. - أعيد إصدارها على نينتندو إنترتينمنت سيستم بواسطة راديكال إنترتينمنت. |
| نيو سوبر لويجي يو تاريخ الإصدار الأصلي: محتوى إضافي اليابان 19 يونيو 2013 عالمي 20 يونيو 2013 لعبة منفصلة اليابان 13 يوليو 2013 أ.ش. 25 أغسطس 2013 أوروبا 26 يوليو 2013 أوس 27 يوليو 2013 | سنوات الإصدار وفقاً للمشغل: 2013 - وي يو |
| نيو سوبر لويجي يو تاريخ الإصدار الأصلي: محتوى إضافي اليابان 19 يونيو 2013 عالمي 20 يونيو 2013 لعبة منفصلة اليابان 13 يوليو 2013 أ.ش. 25 أغسطس 2013 أوروبا 26 يوليو 2013 أوس 27 يوليو 2013 | ملاحظات: - تم إصداره في نسختين مختلفتين: حزمة محتوى قابل للتنزيل (DLC) تم إصدارها على نينتندو إي شوب للعبة الرئيسية نيو سوبر ماريو برذرز يو، وإصدار مستقل للبيع بالتجزئة. - تم إصدار حزمة جديدة تحتوي على نيو سوبر ماريو برذرز يو ونيو سوبر لويجي يو في 16 أكتوبر 2015. - تم إصدار نسخة فاخرة من اللعبة لنينتندو سويتش في يناير 2019 تضم كلاً من نيو سوبر ماريو برذرز يو ونيو سوبر لويجي يو بعنوان نيو سوبر ماريو برذرز يو ديلوكس. |
| دكتور لويجي تاريخ الإصدار الأصلي: أ.ش. 13 ديسمبر 2013 عالمي 15 يناير 2014 | سنوات الإصدار وفقاً للمشغل: 2013 - وي يو |
| دكتور لويجي تاريخ الإصدار الأصلي: أ.ش. 13 ديسمبر 2013 عالمي 15 يناير 2014 | ملاحظات: - طورت اللعبة أريكا ونينتندو سوفتواير بلانينغ أند دفيلوبمنت. |

### ألعاب مصغرة
تتميز نينتندو لاند التي صدرت على وي يو بميزة جذب تسمى «لويجيز غوست مانشن». إنه مستوحى من لويجيز مانشن ويعتمد على لعبة 2003 باك مان فرسس. يتضمن «لويجيز غوست مانشن» ما يصل إلى أربعة لاعبين يرتدون ملابس مثل ماريو، ولويجي، وواريو ووالويجي، والذين يقومون بأدوار «تعقب الأشباح» ويستكشفون منزلًا مسكونًا للبحث عن اللاعب الخامس، وهو الشبح.
يشتمل إن إي إس ريمكس 2 على «سوبر لويجي برذرز» ، وهي نسخة من لعبة سوبر ماريو برذرز ذات طابع لويجي، وتتميز بقدرة لويجي الأعلى على القفز، والتي لم يتم تقديمها في الأصل حتى التتمة اليابانية عام 1986 سوبر ماريو برذرز 2.
نسخة غير قابلة للفتح من لعبة ماريو برذرز بعنوان لويجي بعنوان «لويجي برذرز» تم تضمينه أيضًا في سوبر ماريو 3دي ورلد.